# Krivle-Iliúixkino
Krivle-Iliúixkino (en rus: Кривле-Илюшкино) és un poble de Baixkíria, a Rússia, que en el cens del 2010 tenia 678 habitants. Pertany al districte de Iermolàievo.